# Storvorde
Storvorde er en satellitby til Aalborg med 3.478 indbyggere  (2024) inkl. landsbyen Sejlflod, som byen er vokset sammen med via det fælles stadion Storvorde Sejlflod Stadion og idrætshallen Båndbyhallen. Storvorde er beliggende i det østlige Himmerland 14 km øst for Aalborg. Byen ligger i Aalborg Kommune og hører til Region Nordjylland.
Storvorde ligger i Storvorde Sogn, og Storvorde Kirke ligger i byen. Sejlflod ligger i Sejlflod Sogn og har Sejlflod Kirke liggende i landsbyen.
Storvorde fik i 1961 centralskolen Tofthøjskolen. Dermed blev de tre lokale skoler - Storvorde Skole, Sejlflod Skole og Østerenge Skole - lukket og solgt til private.

## Sport og fritidsliv
Der lægges stor vægt på sport og motion i byen, hvor der f.eks. er anlagt BMX-bane, udendørs tennisbaner, idrætsanlæg med flere fodboldbaner og 100 meter løb. I Båndbyhallen er der ofte arrangementer indenfor håndbold, indendørs fodbold, springgymnastik, badminton m.m. Storvorde Boldklub og Sejlflod Idrætsforening blev allerede i 1940 sammenlagt til Storvorde Sejlflod Boldklub (SSB).

## Byplan
Storvorde ligger ved foden af en kridtø, hvorfra terrænet skråner ned mod Limfjorden 2 km mod nordøst. Flere steder er der vid udsigt over fjord, bakker, skov og mark. Der har været tiltagende interesse for at bosætte sig i Storvorde, og byen har haft en kraftig befolkningsudvikling de seneste årtier. Den er udpeget til også i fremtiden at bære en del af byudviklingen i Aalborg Kommune. Det planlægges at udbygge Storvorde med yderligere boligkvarterer mod vest og sydvest, men den skal ikke vokse sammen med Klarup og heller ikke vokse tættere sammen med Sejlflod.

## Historie
Storvorde bliver første gang nævnt i 1345 under navnet Yterworthugh.
I 1534 var Skipper Clement på flugt fra Aalborg og blev pågrebet i Storvorde af bonden Esbern Nielsen, der som belønning fik en Krongaard, der lå næsten midt inde i byen indtil 1985, da gården måtte vige for et nyt boligkompleks med navnet Klementsparken.
I 1875 beskrives byen således: "Storvorde med Kirke, Skole, Veirmølle og Kro".

### Præstegård
I 1896 fik byen en egentlig præstegård, komplet med lade, forpagterbolig og en prægtig præstegårdshave. I 1950'erne blev præstegården renoveret og bragt op i en mere moderne stil. I starten af 1970'erne var der planer om at renovere præstegården igen med henblik på at inddrage loftet til beboelse. Men en strid mellem den daværende præst Arne Bidstrup og det daværende menighedsråd forhindrede planerne i at blive ført ud i livet, og man enedes om at sælge præstegården og bygge en ny nord herfor. I 1975 blev en ny præstegård – tegnet af arkitekt Poul Brøgger, Fjellerad - bygget. I 2011 blev den dog allerede revet ned og afløst af en sognegård.

### Jernbane og hotel
I 1900 åbnede Aalborg-Hadsund Jernbane med station i Storvorde. Endnu i 1901 omtales byen således: "Storvorde (1345: Yterworthugh) med Kirke, Præstegd., Skole, 2 Møller og Jærnbanestation." Den var på det tidspunkt kun en landsby med en lille samling huse og nogle gårde, men byen voksede op omkring jernbanen. Et hotel åbnede som resultat af de nye tider og var samlingspunkt for hele Storvorde og omegn i mange år.
Jernbanen blev nedlagt i 1969. Stationsbygningen er revet ned, og på stationsterrænet blev der bl.a. bygget indkøbscenter i 1981 med Brugs, apotek og kombineret døgnkiosk og cafeteria. I 1993 lukkede hotellet, og fire år senere blev det revet ned til fordel for ældreboliger. Pladsen, hvor hotellet lå, har fået navnet E. Jørgensens Plads efter hotellets mangeårige ejer Erik Jørgensen.
Banetracéet er bevaret nordvest for stationsterrænet, og fra Vandværksvej går national cykelrute 12 (Limfjordsruten) til Klarup og Gistrup på banetracéet. Fra rundkørslen Tofthøjvej/Rødhøjvej går der også en banesti til Sejlflod og Gudumholm.

### Kommunen
Storvorde var den største by i Sejlflod Kommune, som blev oprettet ved kommunalreformen i 1970. Her lå rådhuset indtil kommunalreformen i 2007, hvor Sejlflod Kommune indgik i Aalborg Kommune. Nu er der bibliotek og kunstudstilling i det tidligere rådhus.